# Publi Valeri Publícola (cònsol 509 aC)
Publi Valeri Publícola (en llatí Publius Valerius Volusi F. Publicola) va ser un magistrat romà que va viure al segle vi aC. Formava part de la gens Valèria, una de les més antigues de Roma i probablement d'origen sabí. Era germà de Marc Valeri Volús i de Mani Valeri Volús Màxim.
Va ser el primer cònsol republicà, col·lega de Luci Juni Brut. Titus Livi, Plutarc i Dionís d'Halicarnàs descriuen la seva vida, però els seus relats no han de ser considerats plenament històrics. Segons aquests autors Publícola era fill de Volús i membre d'una de les cases més nobles de Roma, descendent del sabí Volús, el suposat avantpassat de la gens Valèria, que s'havia establert a Roma junt amb Titus Taci, rei dels sabins.
Quan Lucrècia va demanar ajuda al seu pare Espuri Lucreci Triciptí després que Sext Tarquini la violés, va acompanyar Lucreci davant de la seva filla i li va donar suport quan aquesta, després d'explicar els fets, es va clavar un punyal al cor. Valeri, amb tots els altres presents, va jurar venjar aquella infàmia. Va ser una de les persones destacades en l'expulsió dels Tarquinis que va posar fi a la monarquia. Luci Juni Brut va fer aprovar immediatament la Lex Junia de regio et consulare imperio que suprimia el poder dels reis i establia la pena de mort pels que volguessin restaurar la monarquia.
Juni Brut i Tarquini Col·latí van ser els dos primers cònsols elegits l'any 509 aC, però com que Tarquini, pel nom que portava, era sospitós al poble de ser monàrquic, es va veure obligat a renunciar al càrrec i sortir de Roma, i Valeri Publícola va ser elegit al seu lloc. Poc després les ciutats de Veii i Tarquinii van abraçar la causa dels tarquinis i van atacar Roma amb un exèrcit. Els dos cònsols s'hi van enfrontar en la sagnant batalla d'Arsia Silva i Brut va morir. Les dues parts van reclamar la victòria, que era incerta perquè ningú veia clar qui havia matat més enemics, fins que a la nit una veu misteriosa provinent del bosc va proclamar que els romans havien vençut perquè els etruscs havien perdut un home més. Alarmats pel fet, els etruscs van desistir, es van retirar i Publícola va entrar en triomf a Roma.
Valeri va quedar sense col·lega i mentre començava a construir una casa al turó Vèlia que mirava cap al Fòrum, el poble va començar a sospitar que volia la corona. Publícola, quan se'n va assabentar, va parar la construcció. La gent, avergonyida, li va cedir un terreny al peu del turó amb el privilegi d'obrir la porta directament al carrer. Publícola va establir lleis en defensa de la república i les llibertats, entre les quals la que establia que el que es volgués proclamar rei podria ser sacrificat als déus i al que el volgués matar no li passaria res. Una altra llei deia que un ciutadà condemnat per un magistrat podia apel·lar al poble. Va ser per aquestes lleis que Publi Valeri va rebre el seu cognomen Publicola, que vol dir amic del poble. Després va convocar comicis per elegir un successor de Brut i va ser escollit Espuri Lucreci Triciptí, però Triciptí va morir al cap de poc temps i al seu lloc van escollir Marc Horaci Púlvil. El poble va deixar l'honor d'acabar el temple del Capitoli, iniciat per Tarquini el Superb, al nou escollit, contra els desitjos de Publícola i els seus amics, que volien aquest honor per a ells.
L'any 508 aC va ser elegit altre cop cònsol, ara amb Tit Lucreci Triciptí, germà d'Espuri Lucreci. Aquest any podria ser el de l'expedició de Lars Porsenna contra Roma, però hi ha divergències entre els historiadors antics.
El 507 aC va ser elegit cònsol per tercera vegada amb Marc Horaci Pulvil, amb qui havia compartit el seu primer consolat. Aquell any no hi va haver cap fet rellevant destacat.
L'any 504 aC va ser cònsol per quarta vegada amb Tit Lucreci Triciptí, va derrotar els sabins i va entrar a Roma en triomf per segona vegada. La seva mort se situa generalment l'any 503 aC, però podria haver estat posterior. Dionís d'Halicarnàs diu que va morir a la vora del Llac Regillus, on havia tingut lloc una important batalla que va acabar amb els Tarquinis, i on es diu que Publícola hi havia perdut dos fills i molts amics. Va ser enterrat a càrrec de l'estat i les matrones romanes el van plorar deu mesos, tal com havien fet amb Juni Brut.